# Уральская республика
Ура́льская респу́блика — ранее существовавший с 1 июля по 9 ноября 1993 года субъект Российской Федерации в границах Свердловской области. Республика была преобразована из Свердловской области в рамках действующей на тот момент конституции РСФСР 1978 года (статья 70) с целью повышения её статуса в составе федерации и приобретения большей экономической и законодательной самостоятельности. Прекратила своё существование после издания указа Президента Российской Федерации № 1874 о роспуске Свердловского облсовета и отстранения от должности главы администрации Эдуарда Росселя.

## Предпосылки
Ещё в начале 1980-х гг. Борис Ельцин, работавший тогда первым секретарём Свердловского обкома КПСС, понял порочность советской административной системы, в которой все союзные республики могли оперативнее решать многие вопросы через республиканское руководство, в то время как у РСФСР такового не было, и постоянно приходилось обращаться напрямую к союзному. Тогда же Ельцин вместе с Юрием Петровым кратко записали трёхэтапную схему перемен: децентрализация советской федеративной системы; сплочение институтов власти России путём укрепления российского правительства и создания республиканского комитета КПСС или аналогичной структуры; разделение РСФСР на 7 или 8 региональных республик (одной из которых должен был стать Урал), достаточно сильных для того, чтобы справиться с полученной автономией. О своём проекте они никому не рассказывали.
В 1990 году Ельцин баллотировался в народные депутаты РСФСР по 74-му национально-территориальному округу (города Свердловск и Первоуральск). В ходе встречи с избирателями 29 января в УПИ был озвучен следующий пункт его предвыборной программы: «Предоставить всем национальным автономиям самостоятельность, право и возможность входить с предложением об учреждении новых национально-территориальных образований, где коренное население составляет большинство. На остальной территории, кроме этих автономных образований, в составе РСФСР после референдума могут образоваться 7 русских республик: Центральная Россия, Северная, Южная, Поволжье, Урал, Сибирь, Дальний Восток».
В 1993 году велись работы по созданию проекта Конституции Российской Федерации. Изначально по проекту республики, входящие в состав России, имели исключительные права и приоритет в формировании своего бюджета, в отличие от областей.
Для того чтобы в будущем иметь большую самостоятельность в экономической и законодательной сферах, руководством Свердловской области была выдвинута идея преобразования области в республику.
В Екатеринбурге противники создания республики указывали, что этот шаг выгоден лишь местной политической элите и фактически вновь ставит в повестку дня вопрос о распаде России. Сторонники идеи Уральской республики, напротив, видели её как противовес сепаратистским устремлениям Татарстана и других национальных республик, как возможность переноса акцента политических реформ из центра на места.
Глава администрации области Эдуард Россель заявлял: «Нам не нужен суверенитет, но очень нужны экономическая и законодательная самостоятельность». По мнению губернатора, процесс воссоздания российской государственности всегда шёл из глубины, и ситуация с Уральской республикой — подтверждение этому факту.
Мэр Екатеринбурга Аркадий Чернецкий считал, что провозглашение Уральской республики не несёт ущерба целостности России. Среди руководителей города лишь Юрий Самарин, председатель горсовета Екатеринбурга, считал недопустимым такой акт.

## События

### Хронология событий 1993 года
- 25 апреля — вынесение на референдум вопроса о расширении полномочий Свердловской области в социально-экономической сфере до уровня республики в составе Российской Федерации. 83,4 %[10] избирателей ответили на этот вопрос утвердительно. Явка составила 67,0 %[10].
- 1 июля — Свердловский Облсовет принял решение о провозглашении Уральской республики и начале работ над её Конституцией.
- 14 сентября — в Екатеринбурге состоялся семинар «Уральская республика и целостность российского государства». По его итогам состоялось подписание заявления глав Свердловской, Пермской, Челябинской, Оренбургской, Курганской областей о намерении участвовать в разработке экономической модели Уральской республики на базе областей Урала[11][12]. Проект нового территориального образования получил условное название «Большая Уральская республика».
- 27 октября — Свердловским облсоветом была утверждена конституция Уральской республики. Она была разработана учёными Уральского отделения РАН под руководством профессора Анатолия Гайды при участии уральского политика Антона Бакова, который в то время был начальником Урало-Поволжского управления Государственного комитета РФ по делам федерации и национальностей. C подачи Бакова в проекте также стал использоваться флаг Уральской республики. Конституция провозглашала, в частности, что «Уральская республика есть субъект Российской Федерации, обладающий всеми правами, установленными для республик в составе России в соответствии с Конституцией Российской Федерации»[13]. Текст конституции был опубликован 30 октября в «Областной газете»[14].
- 31 октября — Конституция Уральской республики вступила в силу. Указом № 1 Эдуард Россель возложил на себя исполнение обязанностей губернатора республики, а правительства республики — на правительство области (председатель — Валерий Трушников)[15].
- 2 ноября — Эдуард Россель принял участие в расширенном заседании Совмина РФ[16]. На этом заседании президент Российской Федерации Борис Ельцин заявил, что стремление областей поднять свой статус — это закономерный процесс, который правительство должно принять во внимание.
- 5 ноября — на пресс-конференции Эдуард Россель сообщил о поддержке Уральской республики президентом Ельциным и о намерении продолжать её строительство[17][18].
- 8 ноября — по предложению губернатора Эдуарда Росселя облсовет вынес на референдум 12 декабря Конституцию республики и объявил на тот же день выборы губернатора и двухпалатного Законодательного собрания Уральской республики[18][19].
- 9 ноября — вышел Указ Президента РФ № 1874 о роспуске Свердловского облсовета, а затем, 10 ноября, — Указ № 1890 об отстранении от должности Эдуарда Росселя. Все решения по Уральской республике были признаны не имеющими силы[20]. Исполняющим обязанности главы администрации Свердловской области был назначен Валерий Трушников, бывший первый заместитель Эдуарда Росселя и председатель правительства Уральской республики.

### Причины ликвидации
По мнению Александра Левина, бывшего руководителя администрации губернатора Свердловской области, против создания Уральской республики выступило окружение Бориса Ельцина. В частности Сергей Шахрай, в то время председатель Госкомитета по делам федерации и национальностей, Сергей Филатов, руководитель администрации президента Российской Федерации, и Виктор Илюшин. Ссылаясь на слова самого Росселя, Левин утверждает, что против выступал прежде всего Сергей Филатов. Окружение считало, что обретение областью с преимущественно русским населением республиканского статуса является шагом к распаду России. Особенно негативно это стало расцениваться после событий 3-4 октября 1993 года, связанных с роспуском Верховного Совета России и последующим подавлением попытки вооружённого сопротивления его сторонников. Спустя много лет, по словам Левина, Шахрай признался, что в 1993 году он даже не читал Конституцию Уральской республики. А Ельцин: «конечно, ничего не знал, ему просто сказали, что свердловчане создают республику — он сразу и подписал указ».
По словам бывшего председателя облсовета и видного деятеля движения «Выбор России» Анатолия Гребенкина, среди участников «заговора»: «наиболее одиозная фигура — гражданин Медведев, начальник отдела по борьбе с территориями». И что, вероятно, цель этой «продуманной политической игры» — подрыв доверия людей к Борису Ельцину.

### Дальнейшие события
Эдуард Россель подчинился решению президента, но при этом попросил известного московского правоведа профессора Авакьяна дать своё заключение. И хотя Авакьян официально подтвердил незаконность снятия Росселя с работы и роспуск областного совета, последний не стал пользоваться этими документами: «Они лежат у меня — для истории. Борис Николаевич — наш земляк, у него и своих бед хватает».
На фоне московских событий октября 1993 года роспуск Свердловского облсовета и отстранение от должности главы администрации Эдуарда Росселя прошли незаметно для общественности. Россель немедленно выдвинул свою кандидатуру в Совет Федерации и начал создавать массовое общественное непартийное объединение «Преображение Урала» для возвращения в большую политику.
Сергей Шахрай, выступая в декабре в Екатеринбургском Дворце молодежи, на вопрос об Уральской республике ответил, что не поддерживает её в рамках одной Свердловской области, однако выступает за её создание на основе всего Большого Урала. Он также отверг свою причастность к отставке Эдуарда Росселя.
12 декабря 1993 года по результатам всенародного голосования была принята Конституция Российской Федерации, в которой в статье 5 пункте 1 указывается на равноправие субъектов Российской Федерации. Не последнюю роль в добавлении данного положения сыграла история с Уральской республикой.
В начале января 1994 года главой администрации области был назначен Алексей Страхов, бывший первый заместитель мэра Екатеринбурга.
10 апреля 1994 года на выборах Свердловской областной думы возглавляемое Росселем «Преображение Урала» получило всего 3 депутатских мандата из 28, Россель был избран председателем думы благодаря формированию весьма разношёрстной коалиции. Ключевой разработчик конституции Уральской республики Антон Баков также стал депутатом Облдумы, а в мае 1994 года был избран председателем её комитета по законодательству.
26 октября 1994 года Свердловская областная дума подавляющим большинством голосов приняла Устав области, повторяющий основные положения конституции Уральской республики. Устав был рекомендован как один из вариантов модельного Устава другим субъектам Российской Федерации. Антон Баков вспоминает об этом так: «принимали Устав области тяжело, битва шла за каждую строчку. Как председатель комитета по законодательству я был полностью в замесе, даже деньги было некогда зарабатывать. Я возил Устав на согласования в Москву, и только когда мой друг начальник Государственного правового управления Президента Руслан Орехов согласовал окончательный текст, мы сломили сопротивление администрации и приняли документ. После этого у всех началась истерика».

## Наследие

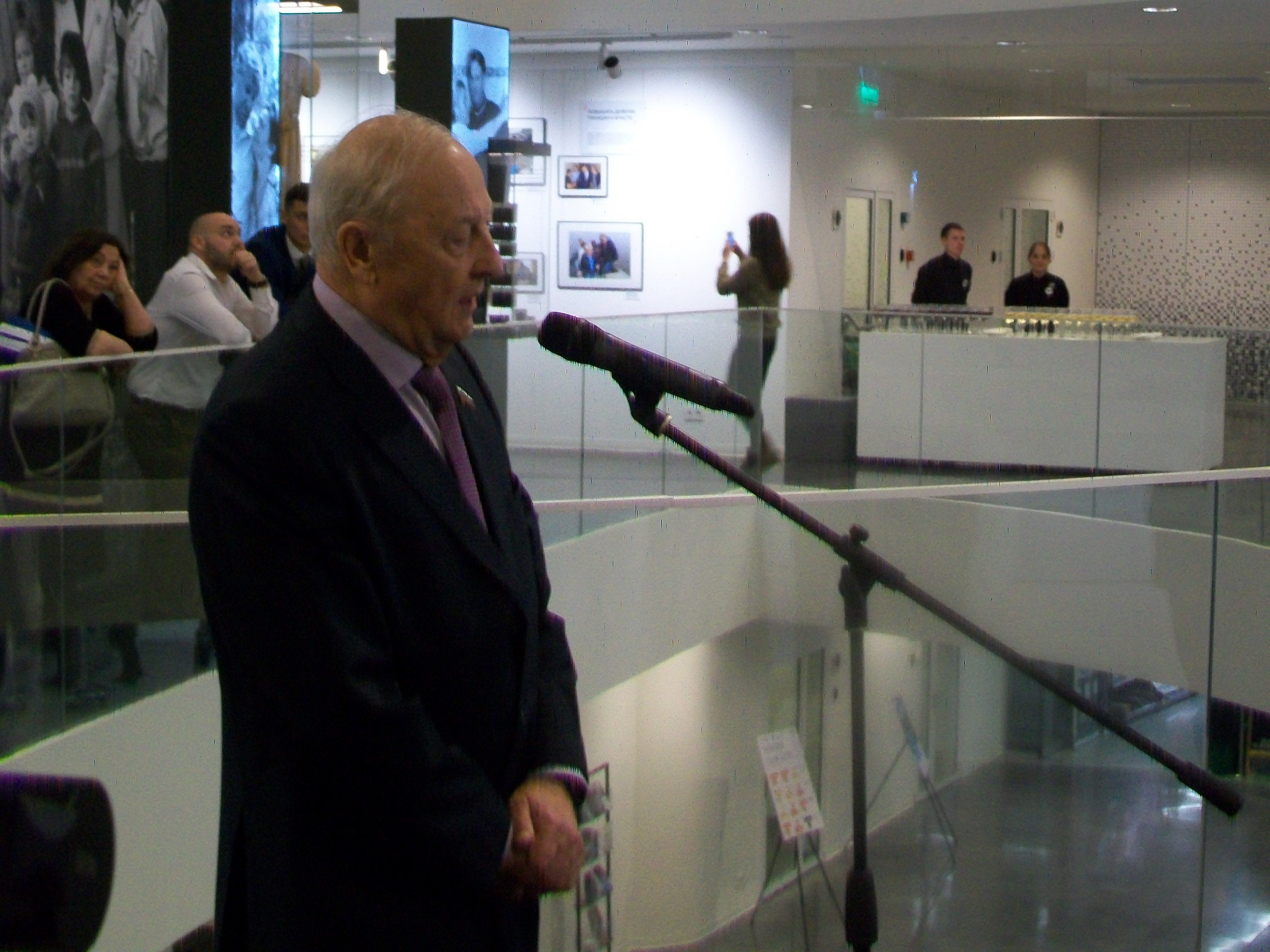
Эдуард Россель в 2017 году

В 1995 году Эдуард Россель был избран губернатором Свердловской области, в 1999 и 2003 годах он снова выигрывал губернаторские выборы, впоследствии был переутверждён в должности по предложению президента России Владимира Путина. 25 сентября 2003 года в Екатеринбурге только что переизбранный на должность губернатора Свердловской области Россель заявил, что Уральская республика юридически существует по сей день, и Указом Президента её ликвидировать нельзя, так как она создана в полном соответствии с прежней Конституцией. А решения облсовета 1993 года до сих пор не отменены. Отвечая на вопросы, Э. Россель отметил, что главную роль в «разгоне» республики сыграл Сергей Шахрай, председатель Госкомитета по делам федерации и национальностей, и буквально — «он напугал Ельцина». В 2009 году на новый срок работы в должности губернатора Россель не был предложен президентом Медведевым и перешёл в Совет Федерации. Область возглавил Александр Мишарин.
В 2014 году Э. Россель свои действия по созданию Уральской республики объяснял так: «Я против деления на республики, области и края. Как вы знаете, в Российской империи было 110 губерний. Ни в одной существующей сегодня республике нет титульной нации. Я собирался создать республику с губернатором и без национального принципа. А когда политическая ситуация созреет, намеревался отказаться от статуса республики, подчеркнув равенство региона с другими. В России должно быть не 16 президентов, а один».
В феврале 2017 года социолог Александр Долганов сообщил в интервью Ура.ру, что при социологических исследованиях в Свердловской области её жители и в нынешние времена особо отмечают историческую роль Эдуарда Росселя в связи с уральскими франками и Уральской республикой (притом, что Россель к франкам причастен не был, а появились они на 2 года раньше, чем республика, без всякой связи с ней и никогда связаны не были).
Руководитель группы разработчиков конституции Уральской республики Анатолий Гайда в интервью 2018 года также указал, что со временем проект республики стал ассоциироваться с проектом «Уральских франков» другого разработчика конституции Антона Бакова, но этот подход ошибочен, так как франки были выпущены и использовались в другое время с другими целями. Республика не собиралась вводить валюту и опиралась на приоритет федерального законодательства, которое, однако, в то время имело множество пробелов в важных вопросах (Конституция РФ от 12 декабря 1993 года ещё не была принята). При этом Баков как председатель комитета Облдумы по законодательству ещё с 1992 года участвовал в формировании законодательной базы области при участии главы Облизбиркома Владимира Мостовщикова — создание в 1993 году уральской конституции оказалось частью этого процесса. Как подчёркивает Гайда, «мы везде прописывали приоритет федерального законодательства. Но прописывали и такое, что если нет федеральной нормы, то мы сами можем регулировать … Например, мы прописали, что Свердловская область не имеет своей армии. С юридической точки зрения — это чушь, но учитывая политические расклады, мы это прописывали. Мы прописали, что Свердловская область не имеет своих денег … Нет границ, нет армии, нет валюты, нет никаких признаков государственности, отделения и подобного». В 2018 же году Гайда за свою законодательную деятельность получил государственное звание «почётный гражданин Свердловской области».
В 2020-х годах тему Уральской республики стал использовать в своей риторике кинорежиссёр Никита Михалков, используя её как символ сепаратизма. В 2024 году уральское интернет-издание 66.ру приписало Росселю следующие комментарии по этому поводу: «В 1050 раз повторил, что делал все что делал во благо России, с санкции действующего президента Бориса Ельцина. Основная мотивация — повышение статуса области до уровня республики, самостоятельное распоряжение налоговой базой, другие преференции, ставящие стратегически важную для стратегической Свердловской области задачу — встать на одну ступеньку с национальными образованиями России». По словам издания, Россель надеется, что «окружающие президента люди донесут до него, что Никита Михалков и компания (журналисты и эксперты) несут полную чушь, дезинформируют истеблишмент и население России». «Оказавшись в условиях изоляции от центра, полного отсутствия гособоронзаказа, я искал и нашел способы выдержать испытания, сохранить людей, предприятия, стабильную политическую ситуацию. На другой чаше весов были стачечные комитеты, полтора млн безработных, угроза гражданской войны, политический конец нашей государственности», — добавил он. Издание 66.ру указывает, что Россель написал эти слова «в своём telegram-канале», после чего удалил их.
В 2024 году Верховный суд России признал движение «Уральская республика» (Федеративная Республика Урал) террористической организацией и добавил его в список организаций, признанных террористическими, как структурное подразделение международной организации, созданной в форме общественного движения «Форум свободных государств постРоссии».